# Communauté de communes des Deux Séounes
La Communauté de communes des Deux Séounes était une communauté de communes française, située dans le département de Lot-et-Garonne et la région Aquitaine.

## Composition
| - Puymirol - Saint-Romain-le-Noble - Saint-Jean-de-Thurac | - Clermont-Soubiran - Saint-Urcisse - Grayssas |  |

## Historique
En 2013, elle a fusionné avec la Communauté de communes des Coteaux de Beauville, formant la Communauté de communes Porte d'Aquitaine en Pays de Serres.